# Jaroslav Zelený
Jaroslav Zelený (Hradec Králové, 20 de agosto de 1992) es un futbolista checo que juega de defensa en el A. C. Sparta Praga de la Liga de Fútbol de la República Checa.

## Clubes
| Club                          | País            | Año       |
| ----------------------------- | --------------- | --------- |
| F. C. Hradec Králové          | República Checa | 2010-2014 |
| M. F. K. Karviná (cedido)     | República Checa | 2014-2015 |
| M. F. K. Karviná              | República Checa | 2015-2017 |
| F. K. Jablonec                | República Checa | 2017-2018 |
| S. K. Slavia Praga            | República Checa | 2018-2021 |
| F. K. Mladá Boleslav (cedido) | República Checa | 2020      |
| F. K. Jablonec (cedido)       | República Checa | 2020-2021 |
| F. K. Jablonec                | República Checa | 2021-2022 |
| A. C. Sparta Praga            | República Checa | 2022-     |

## Palmarés

### Títulos nacionales
| Título                               | Club               | País            | Año  |
| ------------------------------------ | ------------------ | --------------- | ---- |
| Liga de Fútbol de la República Checa | Slavia de Praga    | República Checa | 2019 |
| Copa de la República Checa           | Slavia de Praga    | República Checa | 2019 |
| Liga de Fútbol de la República Checa | A. C. Sparta Praga | República Checa | 2023 |
| Liga de Fútbol de la República Checa | A. C. Sparta Praga | República Checa | 2024 |
| Copa de la República Checa           | A. C. Sparta Praga | República Checa | 2024 |